# Via Via
De Via Via was een wekelijks verschijnend advertentietijdschrift waarop particulieren gratis rubrieksadvertenties voor tweedehands spullen, diensten en andere zaken konden plaatsen Het tijdschrift werd tussen 1986 en 2008 in Amsterdam en enkele andere steden in Nederland uitgegeven.
Het op geel papier gedrukte krantje was een pre-internettijdperk voorloper van sites zoals Marktplaats.nl. Het uit Canada overgewaaide concept bestond erin dat particulieren gratis advertenties geplaatst konden worden, hetzij per telefoon, hetzij per post, de winst zat in de verkoop. In de losse verkoop kostte een exemplaar in 1996 ƒ 3.95..
De advertenties werden gerubriceerd aangeboden; iedere categorie had een nummer. Een tamelijk specifieke categorie was de categorie communicatie (4.1) waarin diverse vage oproepen gedaan werden. Ook contactadvertenties waren onderdeel van het repertoire.
Met de opkomst van het internet was het businessmodel van een gedrukte krant niet meer haalbaar. Het bedrijf is in 2008 overgenomen door de site tweedehands.nl, dat inmiddels op zijn beurt weer onderdeel is geworden van het Amerikaanse Ebay.